# Interstate 215 (Kalifornien)
Die Interstate 215 (Abkürzung I-215) ist ein Interstate Highway in Kalifornien und bildet eine Nebenroute zur Interstate 15. Sie beginnt in Murrieta und endet in nördlicher Richtung in San Bernardino; dabei führt sie durch das Riverside County und das San Bernardino County.
Für Reisende aus Richtung Norden ins San Diego County stellt die Interstate 215 eine Alternativroute zur Interstate 15 dar. Für Bewohner der Metropolregion Inland Empire dient die Interstate 215 als östliche Verbindung zwischen San Bernardino und Riverside.

## Verlauf

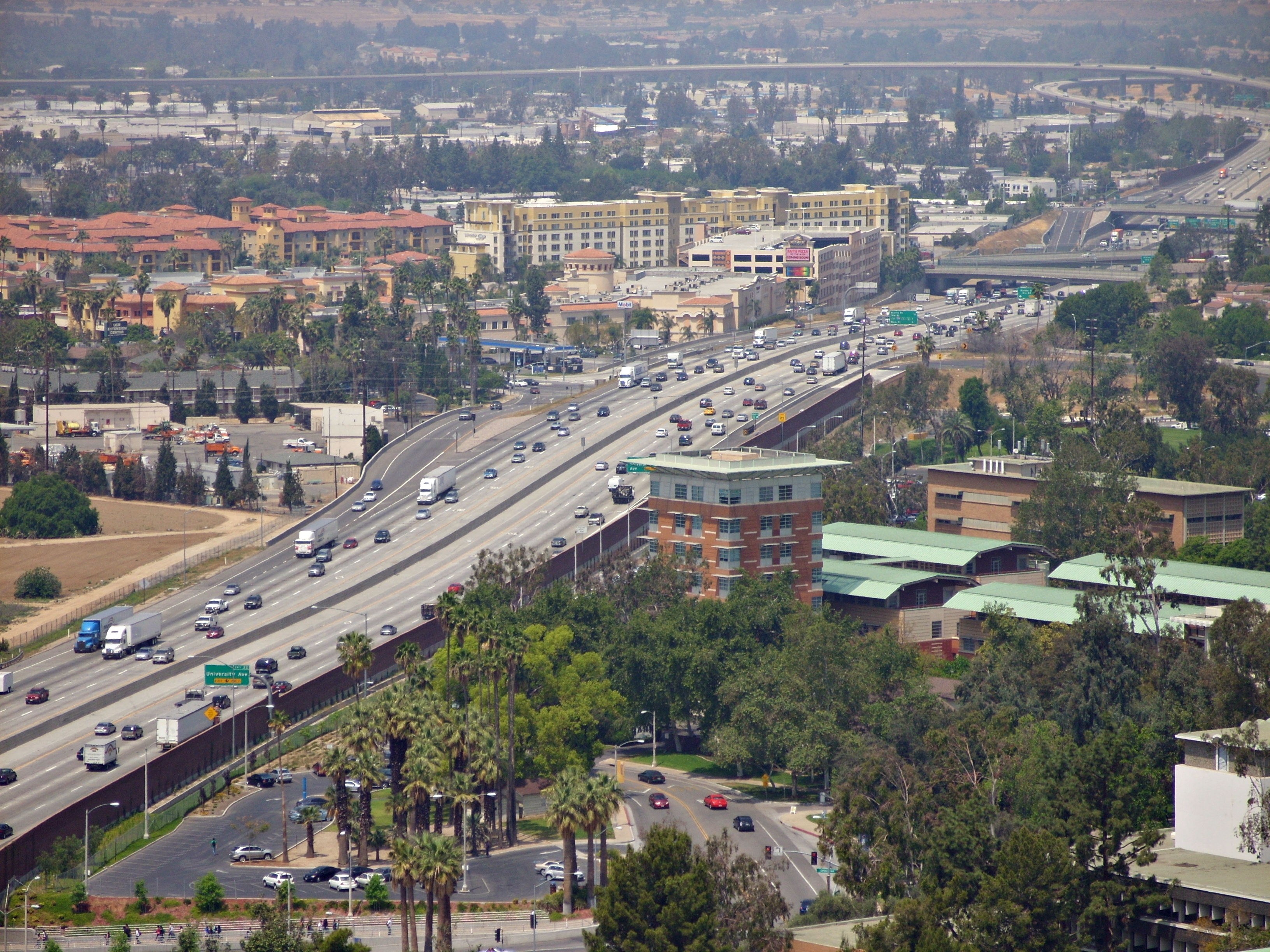
Interstate 215 am Campus von Riverside

Die Interstate 215 beginnt an einem Autobahndreieck mit der Interstate 15 in Murrieta. Von dort führt die Strecke in nördlicher Richtung über Menifee nach Perris, wo sie mit der California State Route 74 zusammentrifft, und weiter nach Moreno Valley. Ab hier bildet sie kurzfristig mit der California State Route 60 eine gemeinsame Strecke und passiert die University of California, Riverside, deren Gelände die Straße in zwei Hälften teilt. Im Norden von Riverside trifft die Interstate 215 an einem Autobahnkreuz auf die California State Route 91, die hier ihr nördliches Ende findet. In Colton kreuzt sich ihr weg mit dem der Interstate 10 und wenig später überquert die Interstate 215 den Santa Ana River. Hiernach passiert sie die Innenstadt von San Bernardino und trifft mit den California State Routes 259 und 210 zusammen. Im Norden von San Bernardino vereint sich die Interstate 215 schließlich wieder mit der Interstate 15.
Lokale Bezeichnungen der Interstate lauten im Bereich von Murrieta bis Moreno Valley Escondido Freeway, ab dort Moreno Valley Freeway, vom Autobahnkreuz mit der California State Route 91 bis zur Interstate 10 San Bernardino Freeway und auf dem letzten Streckenabschnitt Barstow Freeway.

## Geschichte
Die heutige Strecke der Interstate 215 wurde im Jahr 1963 als Teil des U.S. Highways 395 eröffnet. 1968 wurde die Strecke zur Interstate 15, 1972 wurde der Streckenverlauf der Interstate 15 erneut geändert, sodass die heutige Interstate 215 zu deren Umgehungsstrecke wurde und den Namen Interstate 15E erhielt. 1982 erfolgte die nächste Umbenennung: Der Teil nördlich der California State Route 60 wurde zur Interstate 215, der Teil südlich hiervon zur California State Route 215. Nachdem auch der südliche Abschnitt den Standards eines Interstate Highways angepasst worden war, wurde dieser Bereich im Jahr 1994 an die bestehende Interstate 215 angegliedert.